# Organy w Štítniku

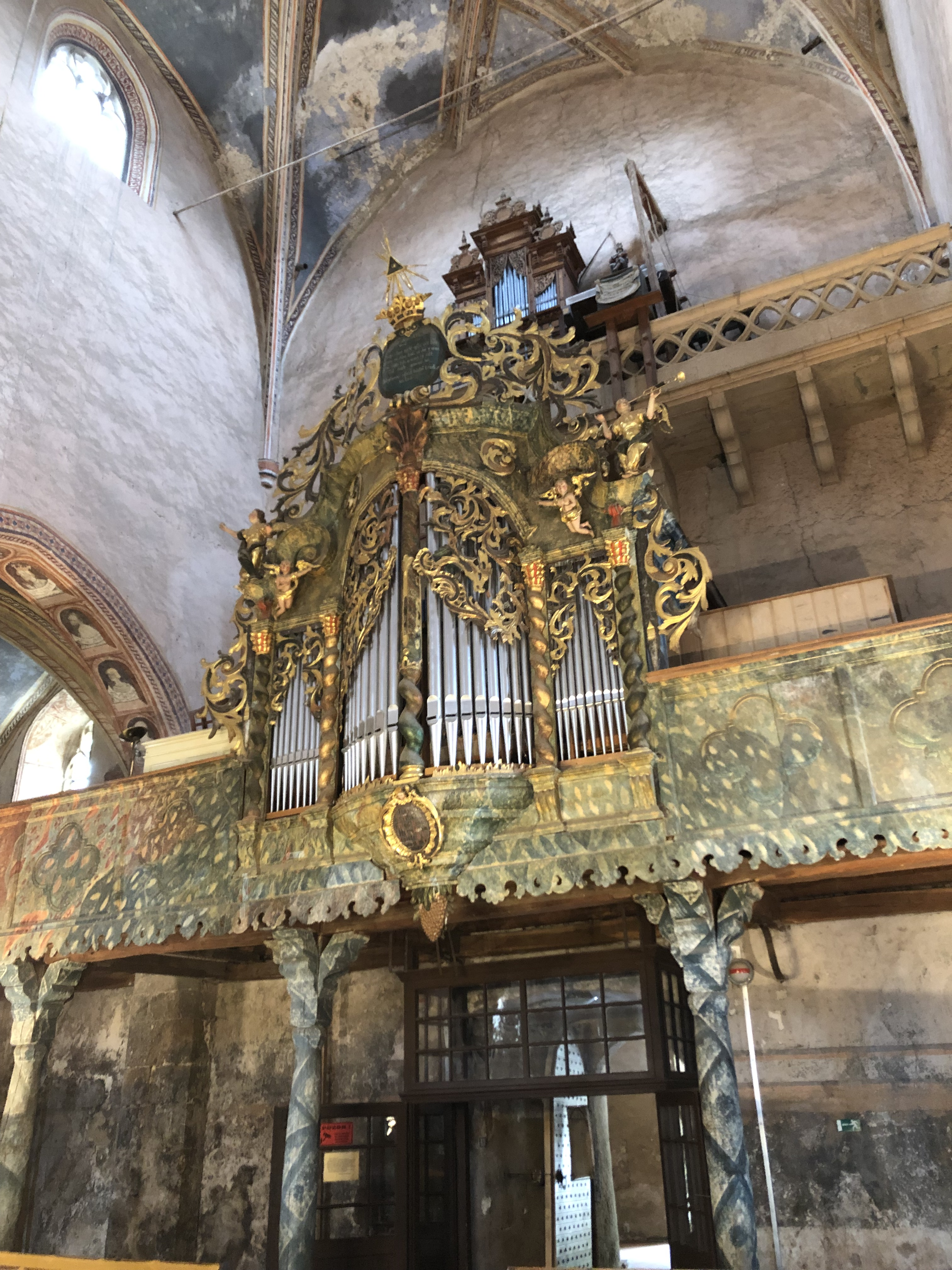
Na pierwszym planie – barokowy prospekt nowszego instrumentu, nad nim, w głębi na balkonie – pozytyw z XVI lub XVII wieku

Organy w Štítniku – 6-głosowe wczesnorenesansowe organy piszczałkowe z mechaniczną trakturą w kościele ewangelickim w miejscowości Štítnik w Słowacji. Najstarsze w Słowacji i jedne z najstarszych w Europie organy wyposażone w trakturę mechaniczną. Zbudowane w 1639 przez nieznanego organmistrza. Zrekonstruowane w 1956 przez Pavela Žura i Josefa Turnwalda.

## Charakterystyka
W kościele w Štítniku znajduje się dwoje organów. Obydwa instrumenty umieszczone są na wewnętrznej stronie ściany szczytowej, nad wejściem do budynku: starsze – wysoko, na kamiennym balkonie podpartym wczesnorenesansowymi konsolami, młodsze – niżej, na drewnianej emporze. Młodsze organy zbudowane zostały w 1763 przez organmistrza Jána Mandela; do dziś zachowała się z nich tylko oprawa prospektu. W 1914 zostały odbudowane w barokowej dyspozycji przez firmę Rieger Orgelbau. Starsze organy, na podstawie analizy dendrochronologicznej mogą pochodzić z lat 1505–1510, ale napis na szafie organowej głosi Erectum est Anno 1639; z oryginalnego instrumentu do dziś zachowały się: szafa organowa, wiatrownica, część traktury i dwa miechy klinowe; wszystkie piszczałki są zrekonstruowane.

## Dyspozycja
Dyspozycja pozytywu:
| Manuał F-a2                                                               |
| ------------------------------------------------------------------------- |
| Flauta major 8′ Principal 4′ Flauta 4′ Oktáva 2′ Kvinta 1 1/3′ Mixtúra II |

Dyspozycja organów barokowych:
| Manuał I C-f3                                                                                  | Manuał II C-f3                                                                   | Pedał C-d1                          |
| ---------------------------------------------------------------------------------------------- | -------------------------------------------------------------------------------- | ----------------------------------- |
| Bourdon 16′ Principal 8′ Födött 8′ Gamba 8′ Salicional 8′ Octava 4′ Dolce 4′ Mixtura IV 2 2/3′ | Hegedü Principal 8′ Csöfuvola 8′ Aeolina 8′ Vox coelestis 8′ Octava 4′ Fuvola 4′ | Violonbass 16′ Subbass 16′ Cello 8′ |